# Iseia luxurians
Iseia luxurians är en vindeväxtart som först beskrevs av Stefano Moricand, och fick sitt nu gällande namn av O'donell. Iseia luxurians ingår i släktet Iseia och familjen vindeväxter. Inga underarter finns listade i Catalogue of Life.